# Xaloztoc (község)
Xaloztoc község Mexikó Tlaxcala államának középső részén. 2010-ben lakossága kb. 22 000 fő volt, ebből mintegy 10 000-en laktak a községközpontban, Xaloztocban, a többi 11 000 lakos a község területén található 11 kisebb-nagyobb településen élt.

## Fekvése
A Tlaxcala állam középső részén fekvő, kis területű község nagyrészt körülbelül 2500 m-es tengerszint feletti magasságban elterülő fennsíkon található, délkeleti csücskében azonban a Cerro Quimicho nevű vulkán emelkedik 2700 méter fölé. Állandó vízfolyása nincs. Területének mintegy 42%-át foglalják el a települések, 54%-án növénytermesztés folyik, a fennmaradó 4%-ot erdő teszi ki (a vulkán oldalában és a község északnyugati sarkában).

## Élővilág
A vulkáni talajon növő erdőket főként magyaltölgy alkotja, de gyakori fafaj még a mexikó álaleppófenyő, a Pinus pseudostrobus, valamint a nedvesebb helyeken az Alnus acuminata nevű éger, a mexikói mocsárciprus (Taxodium mucronatum), a Salix bonplandiana nevű fűz és a Fraxinus uhdei nevű kőris. A lakott vagy mezőgazdasági hasznosítás alatt álló területek fő fajai a babiloni fűz, a fehér nyár, a Buddleia cordata nevű görvélyfűféle cserje, a kései meggy, a tejocote nevű fa (Crataegus pubescens), a mexikóialma (Casimiroa edulis), a mexikói szürke ciprus és a perui borsfa.
Állatvilága a civilizáció terjeszkedése miatt nem túl gazdag, de megtalálható itt a floridai üreginyúl, a kaliforniai szamárnyúl, különböző tasakospatkányok, oposszumok és csörgőkígyók.

## Népesség
A község lakóinak száma a közelmúltban igen gyorsan növekedett, a változásokat szemlélteti az alábbi táblázat:
| Év   | Lakosság |
| ---- | -------- |
| 1990 | 13 500   |
| 1995 | 15 490   |
| 2000 | 16 857   |
| 2005 | 19 642   |
| 2010 | 21 769   |

## Települései
A községben 2010-ben 12 lakott helyet tartottak nyilván, közülük 3 településen 10-nél is kevesebben éltek. A község helységei a következők:
| Település                   | Lakosság (2010) |
| --------------------------- | --------------- |
| Xaloztoc (községközpont)    | 10 191          |
| San Pedro Tlacotepec        | 3523            |
| Guadalupe Texmolac          | 2875            |
| Colonia Venustiano Carranza | 2665            |
| Colonia Velazco             | 858             |
| Colonia José López Portillo | 837             |
| Santa Cruz Zacatzontetla    | 758             |
| El Jagüey Prieto            | 29              |
| Florencia Sánchez Nava      | 22              |
| Los Corrales                | 7               |
| Nicolás Bravo               | 2               |
| Quimicho                    | 2               |